# Platycynorta
Genre
Platycynorta est un genre d'opilions laniatores de la famille des Cosmetidae.

## Distribution
Les espèces de ce genre se rencontrent du Pérou à Cuba.

## Liste des espèces
Selon World Catalogue of Opiliones (04/08/2021) :
- Platycynorta clavifemur Roewer, 1957
- Platycynorta depressa (Sørensen, 1932)
- Platycynorta secunda Roewer, 1947

## Publication originale
- Mello-Leitão, 1933 : « Notas sobre os opiliões do Brasil descritos na obra póstuma de Sörensen: Descriptiones Laniatorum. » Boletim do Museu Nacional, vol. 9, p. 99–114.